# Ljubomir Kerekeš
Ljubomir Kerekeš (Varaždin, 16. siječnja 1960.) hrvatski je filmski, kazališni i televizijski glumac i komičar.

## Životopis

### Karijera
Široj je publici postao poznat ulogom majora JNA Alekse Milosavljevića u komediji Vinka Brešana Kako je počeo rat na mom otoku iz 1996. godine, kada je za sobom već imao 14 godina glumačkog staža u varaždinskom kazalištu. Dvije je godine nastupao u Satiričkom kazalištu Kerempuh, a od 1998. stalni je član HNK u Zagrebu. Glumio je, između ostalih, i u filmovima Bogorodica, Posljednja volja te Lov u Bosni, gdje je nastupio s Richardom Gereom.
Kerekeš je 1996. godine osvojio dvije Nagrade hrvatskog glumišta, jednu za ulogu majora Alekse u filmu Kako je počeo rat na mom otoku, a drugu za ulogu Jedermanna u predstavi Jedermann iliti Vsaković u izvedbi HNK u Varaždinu.
Također uspješno glumi i na televiziji, gdje se ističu uloge u TV-serijama Naši i vaši, Bumerang, Zauvijek susjedi te Mamutica.

### Privatni život
Ljubomir Kerekeš oženjen je Jasenkom. Ima kćer Emu i sina Jana, koji je također glumac.

## Filmografija

### Televizijske uloge
- "Gabrijel" (1984.)
- "Olujne tišine" kao Franz Milen (1997.)
- "Komedijice" kao Marko Krušković (1997.)
- "Obiteljska stvar" kao Ivan Kovač (1998.)
- "Naši i vaši" kao Grga (2001. – 2002.)
- "Zlatni vrč" kao Slavko (2004.)
- " Duga mračna noć" kao zatvorenik na Golom otoku (2005.)
- "Bitange i princeze" kao čuvar (2005.)
- "Bumerang" kao Vlatko Poklepović (2005. – 2006.)
- "Odmori se, zaslužio si" kao Jimi (2007.)
- "Ponos Ratkajevih" kao Fritz (2007.)
- "Dobre namjere" kao Sunčičin otac (2007.)
- "Stipe u gostima" kao Vjeko/ministar Livadić (2008. - 2014.)
- "Zauvijek susjedi" kao Ferdo Jurić (2007. – 2008.)
- "Zakon!" kao Srđan (2009.)
- "Bibin svijet" kao Zorislav Šulek (2009.)
- "Mamutica" kao inspektor Jerko Marušić (2008. – 2010.)
- "Tito" kao Dimitrov (2010.)
- "Lov u mutnom" (TV pilot) kao Štef (2010.)
- "Nova u Dragošju" kao Ante Lalić "Lale" (2010.)
- "Najbolje godine" kao Ante Lalić "Lale" (2010. – 2011.)
- "Jugoslavenske tajne službe" kao Andrija Hebrang (2012.)
- "Počivali u miru" kao Ilija (2013.)
- "Horvatovi" kao Franjo Horvat (2015.)
- "Čista ljubav" kao Zdenko Majdak (profesor) (2017. – 2018.)
- "Kad susjedi polude" kao Željko Belanić (2018.)
- "General" kao Marko Vrcelj (2020.)
- "Bogu iza nogu" kao Zdravko Kos (2021.)

### Kazališne uloge
- Ante Rakijaš, nazvan Uran – Sin domovine Augusta Cesarca, r. Želimir Mesarić, 1996.;
- Žarko Babić – Giga i njezini Lade Kaštelan, r. Neva Rošić, 1997.;
- Dr.Ivan pl. Križovec - U agoniji Miroslava Krleže, r. Georgij Paro, 1998.;
- Miki Zulim – Nihilist iz Vele Mlake Ive Brešana, r. Joško Juvančić, 1998.; Alceste - Mizantrop Molièrea, r. Božidar Violić, 2000.;
- Don Rodrigo - Don Juan ili Ljubav prema geometriji Maxa Frischa, r. Larry Zappia, 2002.;
- Leonardo -  Trilogija o ljetovanju Carla Goldonija, r. Janusz Kica, 2003.;
- Kardinal -  Becket Jeana Anouilha, r. Horea Popescu i Joško Juvančić, 2006.;
- Niko -  Dundo Maroje Marina Držića, r Ozren Prohić, 2007.;
- Frank Borowsky –  I konje ubijaju, zar ne? Horacea McCoya/Ivice Boban, r. Ivica Boban, 2008.;
- Štijef –  Kraljevo Miroslava Krleže, r. Ozren Prohić, 2009.;
- Legendre -  Dantonova smrt Georgea Büchnera, r., scen. i kost. Hansgünther Heyme, 2009.
- Kapetan Lebjatkin –  Bjesovi Fjodora Mihajloviča Dostojevskog, r. Janusz Kica, 2010.
- Naci (Ignjat Jacques) Glembay –  Gospoda Glembajevi Miroslava Krleže, r. Vito Taufer, 6. svibnja 2011.
- Antun -  U znaku vage – Prah Ranka Marinkovića, red. Ivan Plazibat, 22.2.2013.
- Epihodov, Semjon Pantelejevič -  Višnjik Antona Pavloviča Čehova, red. Vito Taufer, 10. svibnja 2013.

Ostale pozornice u Hrvatskoj:
Ostvario je brojne uloge na ostalim pozornicama u Hrvatskoj među kojima se izdvajaju:
- Aljoša - Braća Karamazovi Fjodora M. Dostojevskog;
- Raskoljnikov - Zločin i kazna Fjodora M. Dostojevskog;
- Filip – Povratak Filipa Latinovicza Miroslava Krleže;
- Hašek - Doživljaji dobrog pisca Hašeka Hrvoja Hitreca-Dagmar Ruljančić;
- Benedikt - Puno larme a za ništ Williama Shakespearea-Vladimira Gerića;
- Tata Ubu - Kralj Ubu Alfreda Jarryja;
- Vsaković - Jedermann iliti Vsaković Huga von Hofmannsthala,
- Don Juan – Don Juan se vraća iz rata Ödöna von Horvàtha;
- Hamlet – Hamlet Williama Shakespearea; Henrik IV. – Henrik IV. Luigija Pirandella;
- Sosija – Amfitrion Heinricha von Kleista i dr.

### Filmske uloge
- "U sredini mojih dana" kao mladić (1988.)
- "Na rubu pameti" (1993.)
- "Kako je počeo rat na mom otoku" kao Aleksa Milosavljević (1996.)
- "Putovanje tamnom polutkom" (1996.)
- "Tri muškarca Melite Žganjer" kao Žac (1998.)
- "Bogorodica" kao Kuzma Glavan (1999.)
- "Ante se vraća kući" kao mesar/doktor (2001.)
- "Holding" kao Petretić (2001.)
- "Posljednja volja" kao Honza (2001.)
- "Enklava" kao srpski časnik (2002.)
- "Ne dao Bog većeg zla" kao Feliks (2002.)
- "Svjedoci" kao dr. Matić (2003.)
- "Duga mračna noć" kao zatvorenik na Golom otoku (2004.)
- "Snivaj, zlato moje" kao Darko Škrinjar (2005.)
- "Libertas" kao Bučinić (2006.)
- "Lov u Bosni" kao Fox (2007.)
- "Nije kraj" kao doktor (2008.)
- "Gdje pingvini lete" kao dr. Alan Fjord (2008.)
- "Čovjek ispod stola" kao Ćafur (2009.)
- "Takav ti je život" kao Jozo (2010.)
- "Ljudožder vegetarijanac" kao prof. dr. Matić (2012.)
- "Zabranjeno smijanje" kao Boris (2012.)
- "Košnice" kao Alojz (2012.)
- "Inspektor Martin i banda puževa" kao inspektor Golatch (2012.)
- "Koja je ovo država!" kao presjednik (glas) (2018.)
- "Ufuraj se i pukni" kao Črček (2019.)
- "General" kao srpski pukovnik Marko Vrcelj (2019.)
- "Nosila je rubac črleni" kao gazda Mika (2022.)
- "Marginalci" kao Trpimir Oršuš (2022.)

### Sinkronizacija
- "Lilo i Stitch" (serija) kao Pokus 625
- "Potraga za Nemom" kao Buco (2003.)
- "Aladin" (franšiza) kao Duh (2004.)
- "Ledeno doba 2, 3, 4, 5" kao Meni (2006., 2009., 2012., 2016.)
- "Tko je smjestio Crvenkapici" kao pripovjedač/Nikola Salto (2006.)
- "Preko ograde" kao Stanko (2006.)
- "Ples malog pingvina" kao Memphis (2006.)
- "Kad krave polude" kao Svinja (2006.)
- "Juhu-hu" kao Mustafa (2007.)
- "Kung Fu Panda 1, 2, 3" kao majstor Shifu (2008., 2011., 2016.)
- "Nebesa" kao predradnik Tom (2009.)
- "Princeza i žabac" kao Ray (2009.)
- "Priča o igračkama 1, 2, 3" kao Krmi (2010.)
- "Sammy 2: Morska avantura" kao Sammy (2012.)
- "Zvončica i gusarska vila" kao Vilko Milko (2014.)
- "Malci" kao VNC spiker i čuvar kraljevske krune (2015.)
- "Zootropola" kao Veliki Kum (2016.)
- "Potraga za Dorom" kao Buco (2016.)
- "Tajni život ljubimaca" kao Tiberius (2016.)
- "Štrumpfovi: Skriveno selo" kao Papa Štrumpf (2017.)
- "Ukradena princeza" kao mačak (2018.)

## Nagrade
- Nagrada UDUH-a za ulogu Hašeka u predstavi Doživljalji dobrog pisca Hašeka, 1989.;
- Nagrada Zlatni smijeh za ulogu Zapoa u predstavi Miguela de Cervantesa Saavedre-Francisca Arrrabala Glumište čudesa u izvedbi HNK u Varaždinu, 1991.;
- Nagrada Zlatni smijeh za uloge u predstavi Bogi Ivač u izvedbi HNK u Varaždinu, 1993.;
- Nagrada Nasmijani jarac za uloge Ivač, Grabancijaš-Grabo i Dimnjačar u predstavi Bogi Ivač u izvedbi HNK u Varaždinu, 1993.;
- Nagrada Zlatni smijeh za ulogu Benedikta u predstavi Williama Shakespearea Puno larme a za ništ u izvedbi HNK u Varaždinu i za ulogu Čube u predstavi Borislava Radakovića Dobro došli u plavi pakao u izvedbi Satiričkog kazališta Kerempuh iz Zagreba, 1994.;
- Nagrada Zlatni smijeh za uloge u predstavi Tri kurviši pod raspelom u izvedbi HNK u Varaždinu, 1996.;
- Godišnja nagrada Vladimir Nazor 1996.;
- Nagrada hrvatskog glumišta za najbolje ostvarenje u TV drami za ulogu Alekse u filmskoj drami Kako je počeo rat na mom otoku, 1996,;
- Nagrada hrvatskog glumišta za glavnu mušku ulogu ulogu Jedermana u predstavi Jedermann iliti Vsaković u izvedbi HNK u Varaždinu, 1996.;
- Nagrada Satir (danas Fabijan Šovagović) Festivala glumca u Vinkovcima za ulogu Seressa 1997. i za sve uloge u predstavi Povratak ratnika, 1998.;
- Nagrada Orlando za ulogu Henrika IV. u predstavi Henrik IV. Luigija Pirandella, 2000.
- Nagrada Marul na 20. Marulovim danima za najbolju glumačku izvebu za ulogu Štijefa u Kraljevu Miroslava Krleže u režiji Ozrena Prohića i izvedbi Drame Hrvatskog narodnog kazališta u Zagrebu, 2010.

## Vanjske poveznice
- Ljubomir Kerekeš u internetskoj bazi filmova IMDb-u (engl.)
- Stranica na HNK.hr  Arhivirana inačica izvorne stranice od 16. listopada 2009. (Wayback Machine)